# 1050
1050. је била проста година.

## Догађаји
- Википедија:Непознат датум — Владавина арапске династије Абадида у Севиљи у данашњој Шпанији (од 1023. до 1091).
- Српски кнез Михаило Војислављевић је проглашен краљем Дукље.

- Хедеби у Јитланду је опљачкао норвешки краљ Харалд III током сукоба са Свеном II од Данске.
- Краљ Анунд Јаков умире након 28-годишње владавине. Наследио га је старији полубрат Емунд Стари као краљ Шведске.
- Макбет, краљ Шкотске, ходочашћује у Рим.
- Аудагост, важан берберски трговачки центар и ривал Кумбија Салеха, заузима Гана.
- Краљ Едвард Исповедник уједињује енглеске дијецезе Девон и Корнвол. Премешта седиште из Кредитона у Ексетер и наређује изградњу катедрале. Леофрик постаје први бискуп Ексетера.